# Jorge Noguera Cotes
Jorge Noguera Cotes (* 25. September 1963 in Santa Marta) ist ein kolumbianischer Rechtsanwalt und Politiker. 

## Leben
Jorge Noguera war Wahlkampfmanager des früheren Präsidenten Álvaro Uribe Vélez.
In der ersten Amtszeit von Uribe ernannte ihn dieser im August 2002 zum Chef des kolumbianischen Inlandsgeheimdienstes Departamento Administrativo de Seguridad (DAS). Im Oktober 2005 trat er von dem Posten zurück. Grund dafür waren Gerüchte, der DAS sei von den Autodefensas Unidas de Colombia infiltriert. Auch der bereits 2005 festgenommene Leiter der Informatik-Abteilung des DAS, Rafael García, beschuldigte seinen Chef und damaligen Direktor der Zusammenarbeit mit den Paramilitärs. Laut García hat Noguera 2002 als damaliger Direktor der Wahlkampagne von Uribe im Departamento Magdalena mit der Unterstützung des rechtsorientierten Paramilitär-Führers Rodrigo Tovar Wahlbetrug betrieben. Dabei hätten auch andere Personen mitgewirkt, die später bei der Regierung Uribes tätig waren. In der Folge wurde er als Konsul in das italienische Mailand entsandt, musste diese Funktion jedoch Mitte 2006 schon wieder abgeben, da sich die Vorwürfe über eine Zusammenarbeit des DAS mit den Paramilitärs häuften. Anfang 2007 wurde ihm deshalb für 18 Jahre die Ausübung öffentlicher Ämter untersagt.
Im Mai 2009 klagte ihn die Generalstaatsanwaltschaft wegen vierfachen Mordes, Amtsmissbrauchs, Manipulation und Vernichtung von öffentlichen Dokumenten an. Auslöser war die Aussage von Rafael García Torre. Dieser war von 2005 bis 2006 Chef der Informatikabteilung im DAS. Er hatte an Todesschwadrone Namenslisten von linken Aktivisten und Gewerkschaftern übergeben, von denen Noguera nach Ansicht des Gerichts zumindest im Fall Alfredo Correa de Andréis mitverantwortlich an dem Mord im Jahr 2004 ist. Außerdem hatte er Geheimdienstinformationen an die paramilitärische Gruppe weitergegeben, die zur Fluchthilfe von AUC-Führern gedient hatten. Er hatte intensive Kontakte zu dem Anführer des Bloque Norte de las Autodefensas, Rodrigo Tovar Pupo, der wegen des Mordes an Correa de Andréis im Mai 2011 zu 26 Jahren Haft verurteilt wurde. Außerdem hat Noguera Vorstrafenregister und Haftbefehle gelöscht.
Am 14. September 2011 verurteilte ihn das Oberste Gericht zu 25 Jahren Haft.
Noguera gehörte zu Uribes engen Vertrauten. Im Jahre 2006, als die Untersuchungen gegen Noriega bereits liefen, legte Uribe noch für ihn „die Hand ins Feuer“. Kurz nach dem Urteil bat Uribe seine Mitbürger dafür „um Entschuldigung“.